# Gerry Gratton
Joseph Aimé Gérald „Gerry” Gratton (ur. 29 sierpnia 1927 w Montrealu, zm. 28 lipca 1963 tamże) – kanadyjski sztangista. Srebrny medalista olimpijski z Helsinek.
Brał udział w dwóch igrzyskach (IO 48, IO 52). W 1952 zajął drugie miejsce w wadze średniej, cztery lata wcześniej był piąty. Dwukrotnie, w 1950 i 1954, zwyciężał w Igrzyskach Imperium Brytyjskiego i Wspólnoty Brytyjskiej.
Był żonaty z Jacqueline, z którą miał syna Ronalda oraz córki Lucie i Nicole.
Zmarł w wyniku obrażeń odniesionych w wypadku samochodowym.